# 광고

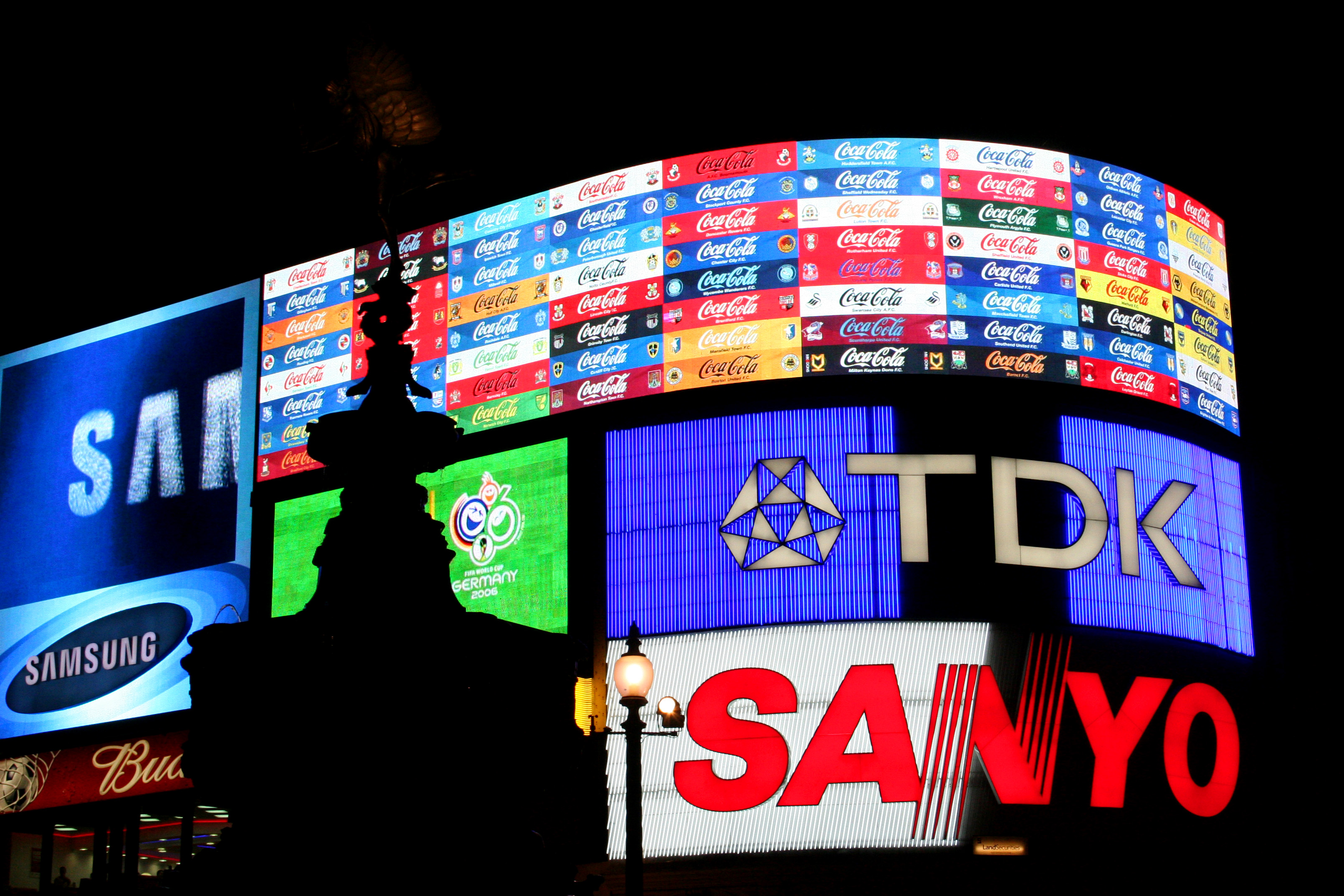

광고(廣告, 영어: advertising)는 명시적인 광고주가 광고를 접하는 수용자의 태도를 변화시키려고 매체를 통해 일방적으로 의사전달을 하는 행위이다. "광고"라는 한자어는 "널리 알리다"라는 뜻을 가지고 있다. 또한 광고는 20세기의 사회를 상징하는 현상 가운데 하나이다. 그 기원은 대단히 오랜 것이어서 거의 문자가 발생되었을 당시에까지 거슬러 올라갈 수 있다. 또한 동서양을 막론하고 사회발전의 모습에 따른 광고 활동의 변화를 찾아볼 수 있다. 그러나 광고가 오늘날처럼 왕성해지고 사회·경제·문화의 각 방면에 걸쳐 적지 않은 영향을 미치게 된 것은 금세기에 들어와서의 일이며 특히 대한민국에서는 해방 후에 자본주의 경제체제의 도입에 따라서 눈부신 발전을 하게 되었다. 현대의 광고는 대중 매체를 이용하는 일이 많기 때문에 매스 커뮤니케이션의 한 형태라고도 말할 수 있다.

## 이름과 정의
1655년에 『마아큐리아우스 포리티쿠스』라고 하는 뉴스 북에 신간서의 광고로서 애드버타이즈먼트(advertisement)라는 말이 쓰이고 있는데 이때부터 이 말이 널리 쓰이게 되었다. 이 시대의 대표적인 간행물을 보면 광고가 많이 실려 있을 뿐만 아니라 이 애드버타이즈먼트라고 하는 말도 자주 사용되고 있다.
1969년 미국 일리노이대학의 S.W.던 교수는 《Advertising, Its Role In Modern Marketing》에서 “광고란 광고 메시지 속에 어떤 형태로든 밝혀져 있는 기업이나 비영리기관 또는 개인이 여러 매체에 유료로 내는 비대개인적 커뮤니케이션이다”라고도 정의하였다.
1710년 에디슨이 편집한 『태틀러』(The Tatler)는 책 전체에 광고 특집을 다루면서 광고의 의의에 관한 여러 편의 논문을 싣는 한편, 광고라는 말에 대하여 새로운 정의를 내리고 있다. 이때까지의 광고라고 하는 말은 어떠한 종류의 정보에도 쓰여 왔으나 태틀러 지는 이를 비즈니스 아나운스먼트(business announcement)에 한정해야 할 것이라고 규정하였다.
대한민국의 경우, 표시·광고의 공정화에 관한 법률 및 동 시행령에 의하면, 광고라는 것은 사업자 등이 상품 등에 관한 자기 또는 다른 사업자등에 관한 사항, 자기 또는 다른 사업자등의 상품 등의 내용·거래조건 기타 그 거래에 관한 사항을 「신문 등의 자유와 기능보장에 관한 법률」 제2조제1호의 규정에 의한 정기간행물, 동조제5호의 규정에 의한 인터넷신문, 「방송법」 제2조제1호의 규정에 의한 방송, 「전기통신기본법」 제2조 제1호의 규정에 의한 전기통신, 전단·팜플렛·견본 또는 입장권, 인터넷 및 PC통신, 포스터, 간판, 네온사인, 에드벌룬 또는 전광판, 비디오물, 음반, 서적, 간행물, 영화 또는 연극, 자기의 상품외의 다른 상품, 기타 이와 유사한 매체 또는 수단으로 소비자에게 널리 알리거나 제시하는 것을 말한다. (위 법 제2조 및 시행령 제2조) 소비자 보호법에서는 국가가 소비자를 보호하기 위하여 광고의 기준을 정할 수 있도록 되어 있고, 방송법에서는 방송광고의 내용, 시간 등에 대한 규제를 하고 있다.

## 광고의 역사
물물교환이나 매매가 있는 곳에는 약 기원전 5500년 경 반드시 상호 교환 활동의 당사자이다. 혹은 판매자와 구매자가 존재하게 되는데 이 때에 주로 판매자가 그 의사를 구매자에게 표시하기 위해 하는 모든 활동은 우선 광고의 원초적 형태로 볼 수 있다. 따라서 간판, 호객행위 등은 동서양을 막론하고 광고의 선구적 기능을 하였다고 할 수 있다.
근대적인 형태를 갖춘 광고가 출현한 것은 약 100년 정도의 역사 밖에는 갖고 있지 않으나 그 기원은 매우 오래되었다. 유명한 로제타석 은 그리스 문자, 이집트 상형문자, 콥트 문자의 세 가지 말로 쓰여 있는데, 이것은 이집트의 프롤레메우스 5세를 위하여 세운 송덕비로서 그의 권위를 사람들에게 널리 알리기 위한 것이었다. 또, 기원전 500년으로 추정되는 베히스툰 비명에는 다리우스 1세 가 내란을 평정하고 페르시아 제국의 기초를 확립한 일이 페르시아어, 엘람어, 바빌로니아어의 세 나라 말로 쓰여 있다. 이러한 것들은 모두가 정치적 홍보의 선구적인 형태라고 할 수 있다.
대영박물관에는 테베에서 발굴된 도망노예에 관한 광고와 그 귀환에 대한 상금을 알리는 광고가 보존되어 있다. 이것은 파피루스에 쓰인 것으로 기원전 10세기 경의 것으로 알려졌다. 고대 그리스에서는 사람이 직접 걸어다니면서 하는 광고나 그림, 간판 따위는 매우 흔한 것이었다. 상표의 이용은 폼페이에서 발굴된 테라코타에 나타나 있다.
중세에는 런던이나 파리의 상점이 상점의 옥호와 상표를 아울러 표시하였고, 글을 읽을 수 있는 사람이나 읽을 수 없는 사람이 다같이 이해할 수 있도록 광고를 사용하였다. 이 무렵에 종이를 써서 붙인 광고를 '시 쿠이스(Si quis)'라고 하였다.
근대에 들어와서 광고에 혁신을 가져온 것은 서구의 경우 구텐베르크에 의한 활판인쇄술의 발명과 교통의 발달이다. 이들에 의해 광고물이 양산되고 그 배포 범위가 크게 확대되었다. 이때부터 광고는 점차로 현재의 모습에 가까운 것으로 되어갔다. 1480년에 나온 윌리엄 칵스톤이라고 하는 사람의 손으로 된 서적 판매에 관한 작은 포스터가 현존해 있다.
최초의 신문광고로 알려진 것은 독일의 뉴스 북에 게재되었던 서적에 관한 광고로서, 이것은 1591년의 것이다. 프랑스에서는 1591년의 뉴스 북에 게재된 서적광고가 현존한다. 영국에서는 출판물에 게재된 광고로서 1625년의 것이 최초의 것인데 그 이전에도 이미 포스터가 꽤 널리 쓰였다. 영국에서는 기호품류에 관한 광고가 이 무렵부터 모습을 나타냈고, 1625년에는 커피 광고, 1657년에는 초콜릿 광고, 1658년에는 먹는 차 광고 등이 모두 주간신문에 게재되었다. 미국 최초의 신문 광고는 1704년 보스턴에서 발행됐던 『뉴스 레터』에 게재된 것으로서, 1728년에는 뉴잉글랜드의 『위클리 저널』이 사상 처음으로 정기 광고를 실었다. 그러나 구미의 광고가 근대화한 것은 불과 100년 남짓한 기간 내에 된 일이며 그 배경에는 산업혁명 이후 근대자본주의의 융성이란 동기가 깔려 있으나 보다 구체적인 계기가 된 것은 1840년 미국의 우편제도 개선을 들 수 있다. 이 결과 신문과 기타의 정기간행물이 싼 값으로 배포되게 되었다.
어느 나라에서나 경제발전과 더불어 광고분야가 신장되었는데 특히 미국의 광고 신장률은 현저하였다. 신문이 유럽에서나 미국에서는 광고의 수단으로서 널리 이용되었으나 잡지, 라디오 등의 이용은 미국이 중심이었다. 미국의 광고가 두드러진 발전을 이룩할 수 있었던 데는 엄격한 광고규제의 결여, 사업 활동에 있어서의 광고가 차지한 높은 비중, 고도한 산업 발전, 수준 높은 대중성 등 이른바 '대량소비시대'를 배경으로 하여 미국의 광고가 발전하였다.
한국 최초의 광고는 1886년 한성주보에 실린 독일 무역상 세창양행(世昌洋行)이 낸 광고였는데 광고란에 따로 실린 것이 아니라 '덕상 세창양행 고백'이라는 제목의 기사형식이었다. 세창양행의 주요 광고 내용은 한국에서 구입하려는 자연물품(동물 가죽, 털, 뿔등)과 외국에서 수입해 판매하려는 기성품들이었다. 한국에서 상업광고가 정착된 것은 독립신문의 창간(1896년) 이후였으며 독립신문은 한성주보와 달리 광고란을 따로 마련하였다. 주요 광고 내용은 세창양행, 일본 가메야 상회 등이 수입한 상품들, 서적와 독립신문을 포함한 다른 민간 신문광고 등이었으며 그 외에 은행, 임대주택, 수입물의 광고가 실렸다.
현대에 들어서 기술혁신이 진행되어 대량생산 및 판매가 기업의 존립과 발전을 위한 전제조건이 되자 생산자는 자기의 소비자에게 알리지 않고는 영업활동을 계속할 수가 없었다. 따라서 신문, 잡지 등 대중 매체에 광고를 하는 것이 불가결의 조건이 되었다. 한편 신문, 잡지도 교육 수준의 상승으로 더욱 발전하게 되었으나 경쟁이 격화하여 보다 풍부한 내용을 보다 빨리, 그리고 보다 싸게 독자에게 전달해야만 했다. 경쟁에 이기기 위하여 광고 수입이 신문, 잡지경영에 필수조건의 하나로 되었다. 이 결과 광고는 2중의 기능을 하게 되었다. 즉, 광고는 제조업이나 판매업에만 중요한 것이 아니라 신문, 잡지 등의 대중 매체에도 경영의 기초가 된다. 예를 들면 대중 매체와 광고의 관계로 상징적인 것이 1920년대 미국에서 비롯된 상업방송이다. 이것은 제조업·판매업 기타의 기업체의 광고를 전달하는 대가로서 지불된 전파료(광고료)에 거의 100% 의존하고 있다. 동시에 그것은 광고에 새로운 매체를 제공하게 되어 현대자본주의사회와 광고의 관계는 한층 깊어졌다.

## 광고의 종류

### 매체
상업 광고, 일반광고, 간접광고, 출판 매체는 벽지, 간판, 거리 가구, 인쇄된 전단지, 영화 및 TV 광고에, 웹 배너, 휴대 전화 화면, 쇼핑 카트, 웹 팝업 광고, 스카이라이팅, 버스 정류장 의자, 사람 간판, 잡지, 신문, 비행기(로고 제트기)나 버스의 옆면, 택시 문, 승객용 화면, 뮤지컬 무대 쇼, 지하철 플랫폼과 기차, 슈퍼마켓의 스티커, 스트리밍 오디오, 비디오 오프닝 부분, 포스터, 티켓과 슈퍼마켓 영수증 뒷면 등을 포함할 수 있다. 인증을 받은 스폰서는 어느 장소에서든지 매체 광고를 통해 메시지를 전달할 수 있다.
광고의 효율성을 재는 다른 방법으로는 광고 추적이라는 것이 있다. 이 광고 연구 방법학은 브랜드와 제품, 서비스에 대한 목표 시장의 인지의 이동을 측정할 수 있다. 이러한 이동은 회사 광고와 프로모션에 대한 소비자의 노출 수준에 맞추어 짜여진다. 광고 추적의 목적은 보통 매체의 무게와 소비 수준의 결과, 광고 매체 선택의 결과, 광고 실행 및 창작 품질의 측정치를 제공하기 위해 사용된다.

### 방송 광고
방송 광고(放送廣告)는 방송을 통하여 하는 광고이다. 한 방송프로그램이 종영되고 다른 방송 프로그램이 방송되기 전에 주로 방영된다.미국의 경우 중간광고가 있어서 방송 프로그램이 방영되던 중에 광고하기도 한다. 텔레비전 광고와 라디오 광고로 나뉘며, 해당 방송프로그램의 시청률에 따라 광고비가 책정된다.

#### 새로운 미디어와 광고 접근
TiVo, 월드 와이드 웹, 전자 우편 등을 통한 광고 접근 방법이 있다. 월드 와이드 웹의 경우 한 때 한 번에 많이 뜨는 팝업 광고 때문에 많은 사람들의 기분을 언짢게 하였고, 웹 브라우저가 팝업 광고를 막아 줌에 따라 액티브엑스를 사용하는 플래시 광고로 대체되어 가고 있다. 전자 우편의 경우 스팸으로 광고를 대량으로 발송하는 경우가 많다. 단문 메시지 서비스는 대한민국과 유럽에 폭풍우처럼 들이닥쳤으며 이제는 미국까지 뻗치고 있다.

#### 대중 광고의 영향력 측정
대중 매체 광고의 영향력을 측정하는 가장 흔한 방법은 등급 점수(rp)를 사용하거나 더 정확한 대상 등급 점수(trp)를 매기는 것이다. 이 두 가지 측정법은 특정한 찰나에 각 매체를 사용하는 기존의 대중들을 퍼센테이지로 알려 준다. 등급 점수(rp)는 완전한 모집단에 대한 퍼센테이지를 알려주는 반면 대상 등급 점수(trp)는 특정한 부분이나 대상의 퍼센테이지를 말해 준다. 광고의 힘을 특정한 집단의 사람들에게 초점을 맞출 때 매우 쓸모가 있다. 광고가 성공적인 이유들 가운데 하나는 특정한 고객들이 광고주가 제공하려는 것을 알아가는 것을 목표로 세운다는 점이다.

## 최적화
메시지 전달을 개선하고 대중의 집중을 얻음으로써 광고주들은 시장과 조화로운 브랜드를 만들 수 있고 대중에게 광고 제품이나 서비스를 구매하게끔 유도할 수 있으며, 광고주들은 그들의 광고를 대중에게 알리기 앞서 그 광고에 대해 카피 테스트를 진행할 수 있다. (Young, 15~21쪽)

## 광고 효과
광고는 일정액의 지출이 수요곡선을 오른쪽으로 시프트(shift)시킨다는 의미에서 판매효과가 계량적으로 예측되지 않으면 과학적 경영계획에 편입될 수 없다. 그러나 현실적으로는 이 계량적 예측은 매우 곤란하다. 따라서 모든 광고논의에 있어 애매성이 수반된다면 이것은 판매효과의 불가측성(不可測性)에 그 원인이 있다고도 말할 수 있다.
예측에는 연역적(演繹的) 모델이 이용될 수도 있으나, 실천적으로는 사후적 측정결과에서 도출(導出)된 귀납적 모델이 아니면 안 된다. 그러나 현시점에서는 이 사후적 측정도 신뢰할 수 있는 결과를 쉽게 추출하지 못하고 있으며 그 이유로서는 다음과 같은 것이 있다. ① 광고효과가 판매액에 이르는 동안에는 다른 갖가지 요소가 복잡하게 개입한다. ② 광고카피와 미디어 사이에는 질적 차이가 존재한다. ③ 하나의 광고에는 수요곡선에 대한 단기적·직접적 효과와 장기적 누적효과를 생각할 수 있으나, 지출이 각각 효과로서 나타나기까지는 불명확한 지체시간(time-lag)이 존재한다. ④ 소위 기업광고(industrial advertising)와 같이 특정제품의 판매액 증가를 목적으로 하지 않는 광고도 존재한다.

### 지각효과의 측정
광고는 우선 사람의 시청각에 호소한다는 정도가 제1단계로서의 지각도(知覺度)효과이다. 신문·잡지광고 등의 리더십 서베이(leadership survey)와 라디오·텔레비전의 시청률 조사는 이 분야에 속하는 것이다.

### 기억효과의 측정
회사명·상품명·제품특성 등이 광고를 통해 어느 정도 기억되어 있는가를 조사하는 것이다. 대표적인 것으로 지명도(知名度)조사가 있다.

### 이해도의 측정
광고 내용이 광고주의 의도대로 광고를 본 사람에게 이해되었는가를 조사하는 것이며, 광고 표현기술의 적부(適否)를 판단하는 데에 도움이 되고 있다.

### 구매동기 효과의 측정
수많은 구매동기 중에 광고의 힘이 얼마나 작용했는가를 측정하는 것으로서 구입한 사람 자신이 동기에 대해 명확한 자각을 갖지 않거나 복수의 요인이 상호작용을 하고 있을 경우가 많기 때문에 측정이 간단하지 않다. 심리학적 지식이 있는 자가 심층면접법 등을 사용, 종합적으로 판단하며, 판매효과의 측정은 도매상이나 소매점에서의 판매량이나 개인 또는 가정에서의 사용률을 동태적으로 조사, 그 기간 내에 투하된 공고비와의 비교로 행하여진다. 이 측정은 이론적 뒷받침이 적어 인과분석(因果分析)이라기보다는 상관분석적(相關分析的)인 것에 그치기 쉽다.

## 광고의 경제적 효과
특정상품의 수요에 대한 영향 기업이 막대한 광고비를 투입하는 것은 자기 회사의 제품에 대한 구매를 촉진시키려는 것이 목적이다. 매출액에 대한 광고비 비율을 보면(미국의 경우) 비누·합성세제·화장품·약품 등의 회사는 약 20-30%를 투입하여 치열한 경쟁을 펼치고 있다. 품질이나 가격이 일정한 수준에 머물러 있지 않으면 그 기업은 시장에서 탈락할 것이다. 따라서 광고에 의해 자기 회사 제품의 우수성을 강조하여 소비자에게 선택의 동기를 형성시키는 것이 어떤 의미에서는 유일한 경쟁수단이 된다. 이와 같은 상황에서는 광고량과 광고의 기술적 수준이 자기 회사 제품의 시장 점유율을 유지 발전시키는 요인이 된다. 그러나 아무리 광고비를 들여도 제품의 품질이 나쁘거나 가격이 다른 제품보다 현저하게 비싸다면 수요를 환기시켜 그것을 증대시키기는 어렵다. 이와 같은 면으로 본다면 일부 광고 비판자가 주장하는 바와 같이 광고만으로 수요를 창조할 수 있다는 설은 잘못이다. 또한 소금이나 쌀과 같은 경우에는 아무리 광고를 해도 그 총 수요는 변함이 없다. 광고의 수요환기력은 어떤 제품 전체가 상승과정에 있을 때 그 일부를 자기 회사 제품에 돌리게 하는 것에 불과하다. 전체적으로 본 수용의 상승은 사회 일반의 풍조와 기업의 노력의 총화로 초래되는 것이지 광고만의 힘에 의한 것은 아니다. 보덴 교수에 의하면 한 상품에 대한 전체적인 수요의 동향을 규정하는 것은 기본적으로 사회적·경제적인 환경 조건이고 광고는 아닌 것이다. 광고는 그러한 요인에 의하여 정해진 기본동향을 촉진하거나 완화해 주는 보수적 기능을 수행하는 데 그친다.
개별기업(상표)의 수요에 대한 영향－개별기업(특정상표)에 대한 수요는 광고에 의해서 명백히 확대된다. 소위 선택적 수요의 확대라는 것이다. 이러한 개별수요에의 확대효과가 최대로 발휘되는 것은 다음과 같은 경우에서이다. 즉 기본적 수요가 일반적으로 늘어나는 경향이라면, 예를 들어 최근에 이르러서 대한민국의 경우 텔레비전의 급속한 보급과 이에 따른 텔레비전의 각 상표 시장 점유율의 변화 등을 들 수 있다. 당초에 높은 시장점유율을 보이고 있던 A 메이커는 뒤에 광고량이 많은 B·C 메이커에 시장 점유율을 크게 잠식 당하게 되는 예가 그것이다. 다음으로는 선택적 수요가 변화할 수 있는 기회나 여지가 있는 경우, 즉 상품이 분화되거나 다양해지는 경우나 또는 잠정적 구매동기가 상품구입을 지배하는 경우 따위이다. 예를 들면 스타킹(stocking)의 유행이 심(seam)이 들어간 것으로부터 심리스(seamiess)로 바뀌는 과정에서 A 메이커는 광고를 활용하여 시장점유율을 크게 신장시켰던 것이다. 이와 같이 자기 회사 제품의 시장점유율을 유지하며 나아가 발전시키는 수단으로서 광고를 이용함은 당연한 일이거니와 또한 후발 메이커가 기존 시장에 파고 들어가기 위하여 시장에의 침투 장벽을 극복하는 수단으로서 광고를 주요한 무기로 동원하는 것도 간과할 수 없는 일이다.
국민경제 내지 생산수준에 미치는 효과가 있다. 광고는 생산수준을 상대적으로 높여주는데 이바지하고 있는 것으로 인정된다. 다시 말하면 광고는 소비성향을 증대시킴으로써 불황(不況) 상태를 완화시키고, 아울러 스스로 자본투자적 역할을 하며, 나아가서는 광고가 관련사업을 포함하여 하나의 산업을 구성하는 등의 구실을 해서 생산수준의 상승에 하나의 동인(動因)이 되어 준다.
광고의 비판론자는 기업의 매출에 대한 광고비 비율이 높은 것을 들어 화장품, 약품 등의 업계에 있어서 대기업이 독점 가격을 향유하고 있다고 비난하는 한편, 변호론자는 광고가 대량소비→대량생산이라는 순환으로 가격의 인하에 기여하고 있다고 맞선다. 그러나 제품의 가격과 광고·판매비의 관계에 대해서는 수백번이나 조사·연구가 행하여졌으나 아직도 결정적인 방정식을 얻어내지 못하고 있다. 입장에 따라 광고에 두는 가치기준이 다른 것은 당연하지만 한 가지 분명한 것은 광고가 현재의 고도소비사회의 경제적 윤활유로서 자본주의와 불가분의 관계에 있으며 그 영향이 사회와 문화에까지 미치고 있다는 점이다.
| 세계 주요국가의 총광고비·GNP대비점유율·1인당 광고비(1990년) | | | |                                                                                |
| 순위                                                        | 국가 | 총광고비 (백만달러) | 국민총생산 (10억달러) | GNP대비 점유율                                                                 |
| 1 2 3 4 5 6 7 8 9 10 11 12 13 14 15 16 17 18 19 20          | 미국 일본 영국 독일(구서독) 프랑스 에스파냐 이탈리아 네덜란드 스위스 오스트레일리아 브라질 한국 스웨덴 멕시코 핀란드 타이완 덴마크 벨기에 노르웨이 오스트리아 | 128,640.0 38,433.6 15,816.0 13,944.4 12,891.9 10,350.9 5,709.7 4,334.7 4,098.0 3,847.9 3,186.1 2,826.1 2,729.3 2,199.3 1,800.2 1,569.3 1,377.2 1,283.3 1.233.3 1,012.0 | 5,445.8 3,140.9 924.0 1,411.3 1,099.8 429.4 970.6 258.8 219.3 290.5 402.8 231.1 202.5 214.5 129.8 － 113.5 154.7 98.1 147.0 | 2.4 1.2 1.7 1.0 1.2 2.4 0.6 1.7 1.9 1.3 0.8 1.2 1.3 1.0 1.4 － 1.2 0.8 1.3 0.7 |

## 법적 규제
대한민국의 경우, 부당한 표시·광고를 방지하고 규제하기 위하여, 표시·광고의 공정화에 관한 법률을 제정, 시행하고 있다. 미국의 경우, 연방 법률인 랜험법에서 기만적인 광고의 제한에 대하여 규정하고 있다. 오스트레일리아에서는 Competition and Consumer Act 2010에서 광고에 대한 규제의 내용을 포함하고 있다. 일본에 있어서, 식품에 의약품의 효능이 있다거나, 이러한 효능이 있는 것으로 오인될 만한 표현은 금지된다. 그러나, 과일, 채소는 원천적으로 의약품에 해당하지 아니한다. 중국에서는 광고법(广告法)이 시행되고 있다. 필리핀에서도 거짓, 기망, 오도(誤導)의 광고가 소비자 보호법(제110조)에 의해서 금지되어 있다. 필리핀의 자율 규제 기구인 필리핀 광고 위원회(Philippine Advertising Board)는 윤리 규정(Code of Ethics)을 제정하여 보다 상세한 규율 내용을 담고 있다.
국내 시장에서의 불공정 기업-소비자간 상관행 등에 관한 유럽연합 지침은 상품의 의학적 효능을 광고하는 것을 제한하고 있다.
프랑스 소비자법은 광고를 상관습의 하나로 보고 있다. 국내 시장에서의 불공정 기업-소비자간 상관행 등에 관한 유럽연합 지침은 2008년 1월 3일에 프랑스에서 국내법으로 전환되었다.  이 지침은 국내 시장에서의 공정한 경쟁을 촉진하고 소비자 보호의 수준을 향상하기 위해서, 회원국의 광고법을 표준화한 것이다. 이 지침은 소비자를 기만하고 소비자의 선택의 자유를 저해할 우려가 있는 오인 유발 및 공격적인 상관행을 처벌한다. 동 지침은 "오인 유발"과 "공격적"이라는 것을 아래와 같이 정의한다.
- 잘못된 정보를 포함하는 것이거나, 혹은 그 표현에 있어서 전반적으로 소비자에게 기만을 야기할 수 있는 관습[13]
- 사실관계를 살펴보았을 때, 폭행, 강요, 물리적인 위압 및 부당 위압이 사용된 경우의 상관습은 공격적 관습으로 평가되고, 이는 평균적 소비자의 선택의 자유 및 행동의 자유를 심각하게 침해하거나 침해할 위험이 있게 되는 것으로서 그것이 없었더라면 계약을 체결하지 않았을 결정을 하도록 하는 것을 말한다.[14]

일반적인 규정에 더해 형태별(TV, 인터넷, 라디오, 신문 등) 및 제공되는 재화나 용역별(무기, 음료 등)로 정해진 특정한 법률 규정이 있다. 예를 들어, 1986년 9월 30일 법률 은 통신의 자유와 방송 광고에 관한  일반 규정을 제공해 준다.
루마니아에서는 유럽연합 오인 유발 및 비교광고에 관한 2006년 12월 12일 유럽 의회 및 위원회 지침 (2006/114/EC)이 오인유발 광고 및 비교광고에 관한 2008년 7월 18일 법률 제158호로 채택되었다.

## 관련 서적
- 배리 호프먼. 《광고와 예술》. 커뮤니케이션북스. 2009년. ISBN 978-89-6406-004-9

## 같이 보기
- 선전
- 프로파간다
- 브랜드
- 마케팅
- 웹 애널리틱스
- 구전 광고
- 키워드 광고
- 온라인 광고
- 텔레비전 광고
- 라디오 광고